# C-31D

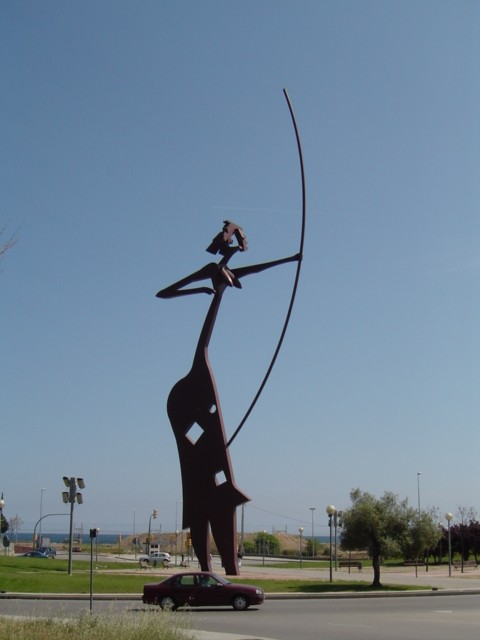
Fin de la C-31D, en Portal Laietana.

La C-31D es una autovía urbana de España. Inicia en Cabrera de Mar y finaliza en Mataró, en Barcelona.

## Detalles
Es una vía de acceso a Mataró, por el sur, desde Cabrera de Mar, hasta el Portal Laietana, en Av. Maresme.
La autovía consta de dos carriles por dirección, esta consta de 2 km, y cuenta con varias salidas, al final del trayecto, en Av. Maresme, cuenta con una gasolinera.
En los alrededores del final de trayecto, se encuentra el TCM (Tecno Campus Mataró-Maresme).
En Av. Maresme, también conecta con el trayecto urbano de la N-2 a su paso por Mataró.

## Historia
El trazado actual es el mismo utilizado por la antigua A-19, pero tras las ampliaciones de la renombrada por C-32 y la variante de esta por el norte, la vía se renombró con el C-31D.

## Recorrido
El recorrido es de tan solo 2 kilómetros, con varias salidas. La C-31D cruza el polígono del plan de Boet, en Mataró, llegando a conectar con la ciudad.
- Inicio: C-32, Salida Mataró Sud.
- Salida 1: «Antiguo Camino del Medio».
- Puente sobre la carretera de Argentona.
- Salida 2: Polígono «Pla d'en Boet».
- Fin: Avenida Maresme - Porta Laietana-N-2.